# خوکچه دندان‌زرد مونستر
خوکچه دندان‌زرد مونستر (نام علمی: Galea monasteriensis) نام یک گونه از سرده خوکچه دندان‌زرد است.